# Heliophanus rutrosus
Heliophanus rutrosus är en spindelart som beskrevs av Wesolowska 2003. Heliophanus rutrosus ingår i släktet Heliophanus och familjen hoppspindlar. Inga underarter finns listade i Catalogue of Life.